# Schurawljowka (Kaliningrad)
Schurawljowka (russisch Журавлёвка, deutsch Groß Droosden und Seith) ein Ort in der russischen Oblast Kaliningrad. Er gehört zur kommunalen Selbstverwaltungseinheit Stadtkreis Polessk im Rajon Polessk.

## Geographische Lage
Schurawljowka liegt zwölf Kilometer südwestlich der Stadt Polessk (Labiau) an der Regionalstraße 27A-024 (ex A190). Innerorts endet eine von Maiskoje (Meyken) kommende Nebenstraße. Nordwestlich der Ortsgrenze verläuft die Bahnstrecke Kaliningrad–Sowetsk (Königsberg–Tilsit), die nächste Bahnstation ist Slawjanskoje (Pronitten).

## Geschichte

### Groß Droosden
Das Dorf Drostem mit seinem später großen Gut fand im Jahre 1390 seine erste Erwähnung. Am 9. April 1874 wurde der Ort Amtsdorf und namensgebend für den neu errichteten Amtsbezirk Droosden, der bis 1945 zum Kreis Labiau im Regierungsbezirk Königsberg der preußischen Provinz Ostpreußen gehörte. Im Jahre 1910 hatte Groß Droosden 418 Einwohner.
Am 30. September 1928 schlossen sich die Gutsbezirke Groß Droosden, Meyken (heute russisch: Maiskoje) und Seith (s. u.) sowie die Exklave des Gutsbezirks Stenken (Lipowka) zur neuen Landgemeinde Groß Droosden zusammen, deren Einwohnerzahl 1933 bereits 653 betrug und sich 1939 auf 589 belief.

#### Amtsbezirk Droosden
Der Amtsbezirk Droosden bestand zwischen 1874 und 1945. Zu ihm gehörten von Anfang an die drei Gutsbezirke Groß Droosden, Meyken und Seith. Alle drei schlossen sich 1928 zur Landgemeinde Groß Droosden zusammen, so dass am 1. Januar 1945 lediglich noch die Gemeinde Groß Droosden den Amtsbezirk bildete.

### Seith
Das kleine Gutsdorf Seith wurde 1874 in den neu errichteten Amtsbezirk Droosden im Kreis Labiau eingegliedert. Der Gutsbezirk Seith zählte im Jahre 1910 61 Einwohner. Am 30. September 1928 verlor Seith seine Eigenständigkeit und wurde nach Groß Droosden (s. o.) eingemeindet.

### Schurawljowka
Im Jahre 1945 kamen die beiden Orte Groß Droosden und Seith in Folge des Zweiten Weltkriegs mit dem nördlichen Ostpreußen zur Sowjetunion. 1947 wurden sie unter dem russischen Namen Schurawljowka zusammengefasst. Gleichzeitig wurde Schurawljowka dem Dorfsowjet Slawjanski selski Sowet im Rajon Polessk zugeordnet. Von 2008 bis 2016 gehörte Schurawljowka zur Landgemeinde Turgenewskoje selskoje posselenije und seither zum Stadtkreis Polessk.

## Kirche
Die Bevölkerung Groß Droosdens und Seithes war vor 1945 fast ausnahmslos evangelischer Konfession und in das Kirchspiel der Kirche Groß Legitten (heute russisch: Turgenewo) eingepfarrt. Es gehörte zum Kirchenkreis Labiau in der Kirchenprovinz Ostpreußen der Kirche der Altpreußischen Union. Auch heute liegt Schurawljowka im Einzugsbereich der Kirche in Turgenewo, wo in den 1990er Jahren eine neue evangelisch-lutherische Gemeinde entstand. Sie ist eine Filialgemeinde der Auferstehungskirche in Kaliningrad (Königsberg) in der Propstei Kaliningrad der Evangelisch-lutherischen Kirche Europäische Russland.